# Ludovic de aur

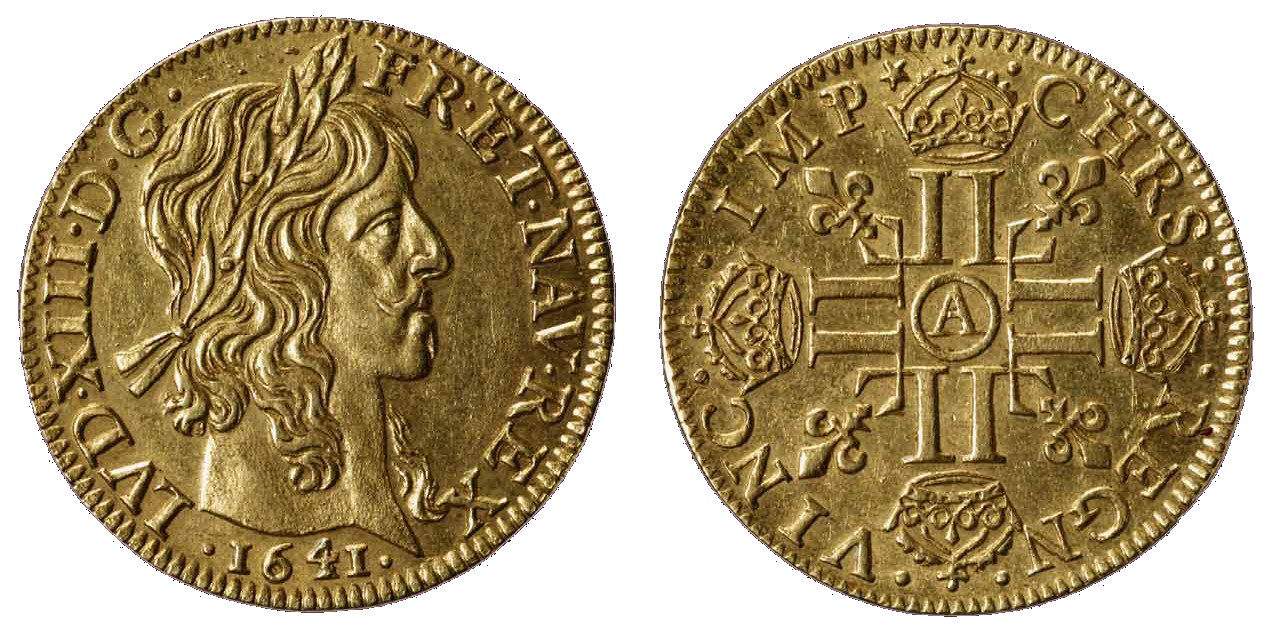
Louis d'or emis de Ludovic al XIII-lea; avers: cap laureate spre dreapta, LVD•XIII•D•G• – FR•ET•NAV•REX (adică, în română: „Ludovic al XIII-lea cu graţia lui Dumnezeu rege al Franţei şi Navarei„); sub gât: milesimul 1641; revers: monograma: o cruce formată din 4 dublu L surmontate de coroane şi separate de flori de crin, litera atelierului este într-un cerc, în centrul crucii: A (Paris). Circular este legenda: •CHRS••REGN••VINC••IMP٭ (adică, în română: „Hristos domnește, învinge, comandă”)

Ludovic de aur (în franceză „Louis d’or”) este o monedă franceză de aur. Ea a fost bătută în anul 1640 de regele Ludovic al XIII-lea al Franței. Moneda are 22 carate și cântărește 6,7 g, având o valoare echivalentă dublonului o monedă de aur spaniolă. Pe aversul monedei apare capul monarhului, iar pe reversul ei stema regală. Cu succesiunea pe tron a urmașilor lui, pe monedă va aparea succesiv capul regilor Ludovic al XIV-lea, Ludovic al XV-lea și Ludovic al XVI-lea. Ultima oară moneda a fost bătută în anii 1792 - 1793, fiind urmat de franc, pe care apărea capul lui Napoléon Bonaparte (Napoléon d’or). Moneda ludovicul de aur, a influențat țările vecine, unde au fost bătute de asemenea monede de aur, în Bavaria ele fiind numite „Max d’or” și „Karl d’or” iar în Prusia, „Friedrich d’or” (fredericul de aur).

## Galerie de imagini

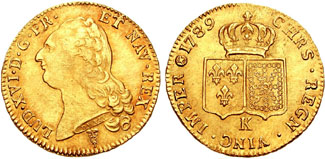
Ludovic dublu de aur, emis în 1789, 15,23 g; avers: LUD•XVI•D•G•FR•ET NAV•REX, adică: Ludovicus XVI Dei Gratia Franciae et Navarrae Rex (în română: „Ludovic al XVI-lea, cu graţia lui Dumezeu rege al Franţei şi al Navarei”; în exergă: un caduceu (simbol al meșterului monetăriei); revers: în centru: sub coroană: cele două steme ale Franței și Navarrei îngemănate; circular: CHRS•REGN•VINC•IMPER (adică, în română: „Hristos domnește, învinge, comandă”); în exergă K, semnul atelierului monetar de la Bordeaux